# NGC 4066
NGC 4066 est une vaste galaxie elliptique située dans la constellation de la Chevelure de Bérénice. NGC 4066 a été découverte par l'astronome germano-britannique William Herschel en 1785.

## Caractéristiques
Sa vitesse par rapport au fond diffus cosmologique est de 7 678 ± 23 km/s, ce qui correspond à une distance de Hubble de 113,2 ± 7,9 Mpc (∼369 millions d'al).
À ce jour, une mesure non basée sur le décalage vers le rouge (redshift) donne une distance d'environ 112,000 Mpc (∼365 millions d'al). Cette valeur est à l'intérieur des valeurs de la distance de Hubble.

## Groupe de NGC 4066
NGC 4066 est la galaxie la plus grosse et la plus brillante d'un groupe de galaxies qui porte son nom. Le groupe de NGC 4066 compte au moins quatre membres. Les trois autres galaxies du groupe sont NGC 4061, NGC 4070 et NGC 4098.

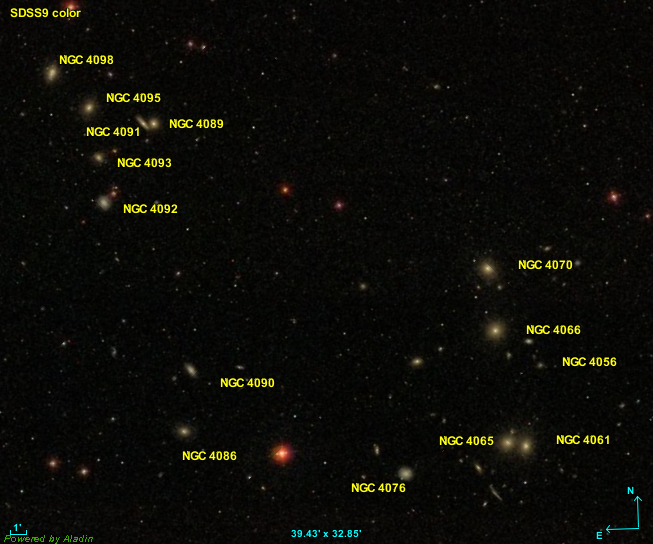
Une région densément peuplée de galaxies.

Comme le montre l'image obtenue des données de l'étude SDSS, cette région de la constellation de la Chevelure de Bérénice est densément peuplée de galaxies. La distance moyenne du groupe de NGC 4066 séparant les quatre galaxies de la liste de Mahtessian de la Voie lactée est de 112.2 Mpc. Plusieurs galaxies de cette région auraient pu être incluses dans la liste de Mahtessian, mais elles figurent pas ni dans le groupe de NGC 4066 ni dans un autre groupe de cet article. Ces galaxies sont NGC 4056 (113,9 Mpc), NGC 4086 (109,3 Mpc), NGC 4089 (111,3 Mpc), NGC 4090 (112,4 Mpc), NGC 4093 (109,9 Mpc) et NGC 4095 (110,2 Mpc).